# Джон Куртіс (винахідник)
Джон Бекон Куртіс (нар. 10 жовтня 1827, Гампден, Пенобскот, Мен, США — пом. 13 червня 1897, Портленд, Мен, США) — американський підприємець, відомий своїм винаходом — прототипом сучасної жувальної гумки.

## Життєпис
Народився в невеличкому провінційному містечку. Відвідував початкову школу, однак не закінчив її і натомість працював на свою сім'ю, аби заробити собі на подальше життя. Спочатку отримував п'ять доларів, згодом сума зросла до шести на місяць, а потім піднялася до двадцяти чотирьох. Окрім роботи наймита, ще прибирав підлісок та прокладав дороги через ліс.
Першим прототипом сучасної жувальної гумки стала так звана «Соснова гумка», зроблена з інґредієнтів, які можна було дістати тільки з хвойних дерев. Саме тому в 1848 році сім'я Куртіса переїхала до міста Банґор, де було вдосталь таких дерев. Згодом було виготовлено першу партію. На етикетці було зазначено: «Штат Мен. Чиста ялинова гумка».
Згодом було виготовлено достатню кількість гумки й Куртіс вирушив до Портленда, аби розпочати перший комерційний продаж такого продукту. Продажі йшли мляво, було мало покупців, оскільки деякі шкідливі домішки було важко відділити від продукту. Тому у 1850 році він вирішив стати комівояжером. Перший рік він подорожував Новою Англією та заробив шість тисяч доларів.
Підприємство Куртіса працювало наступним чином: батько займався безпосереднім виготовленням жувальної гумки, а Куртіс опікувався продажем. Вони прогресували і скоро маленького містечка їм стало замало, тож було вирішено перебратися до Портленда. Підприємство вдавалося до ризикованих кроків, як, скажімо, закуп десяти тонн матеріалу. Через деякий час підприємство «Куртіс та син» орендувало завод площею 44 метри та три робочі поверхи. На підприємстві працювало двісті робітників, які спаковували вісімнадцять сотень коробок жувальної гумки на день. Куртіс сам винайшов більшу частину машин, які використовувалися в процесі виготовлення. Варто додати, що він ніколи не отримував патент на свій виріб, оскільки формулою успіху його підприємства був секретний рецепт виготовлення ялинової гумки.
Деякі з виробів Куртіса мали назви на кшталт «Американський прапор», «Смерічка янкі», «Біла гора», «Солодка Лулу», «Чотири в руки», або «Найбільший та найкращий».